# Groveland Station
Groveland Station est une census-designated place du comté de Livingston, dans l'État de New York, aux États-Unis,. En 2020, elle compte une population de 246 habitants.